# Vætte
En vætte (af norrønt vættr, véttr, gotisk waihts = ting) er ifølge den nordiske folketro og før-kristen religion et uspecificeret kollektivt væsen, der som værneånder er tilknyttet et bestemt landskab, en gård, en å eller en slægt eller familie. Til vætterne regnes nisser, alfer, trolde, bjergfolk og dværge. Bonden måtte holde sig på god fod med vætterne, hvis han skulle gøre sig håb om at lykkes med sit landbrug.
Vætter flyttede gerne ind i loft eller kælder, var tyvagtige, og man fortalte, at de kunne gøre sig usynlige og forvirre folks syn. De foretrak tøj i grålige nuancer og blev forbundet med sygdomme og ulykker, hvis de følte sig dårlig behandlet. Fx blev personer, der hældte vand ud over deres bolig, straffet. Selvom vætterne var en del af den hedenske mytologi, fortsatte de som en del af folketroen at dyrkes langt ind i kristen tid.

## Oprindelse og etymologi
Vætter er beslægtede med nisser, og adskiller sig fra troldene ved at bo i menneskenes umiddelbare nærhed. I nordisk mytologi optræder "vætte" ofte som en samlebetegnelse for guddommelige magter, herunder både aser og vaner; men også for mere anonyme kollektivguder, blandt andre landvætterne på Island, hvor nordboerne under landnamet måtte tage de udskårne skibsstavne ned for ikke at udfordre landvætterne, der formodedes at holde til i det ellers ubeboede land.